# Boulevard Saint-Michel (Bruxelles)
Pour les articles homonymes, voir Boulevard Saint-Michel.
Le boulevard Saint-Michel (en néerlandais : Sint-Michielslaan) est une artère importante faisant partie de la grande ceinture de Bruxelles (R21), essentiellement située sur le territoire de la commune d'Etterbeek, mais également sur la commune de Woluwe-Saint-Pierre. Il va du square Maréchal Montgomery jusqu'au carrefour du boulevard Louis Schmidt, de la rue Baron de Castro et de la rue de l'Escadron en passant par la rue des Aduatiques, la rue du Collège Saint-Michel, la rue des Bollandistes, la rue Charles Legrelle, la rue Père Eudore Devroye et l'avenue Boileau.
L'archange saint Michel est le saint patron de Bruxelles, mais le nom du boulevard fait référence au collège Saint-Michel y attenant.

## Adresses notables
- no 24 : Collège Saint-Michel
- no 29 : Ambassade du Maroc
- no 107 : Consulat de Tunisie

## Galerie de photos

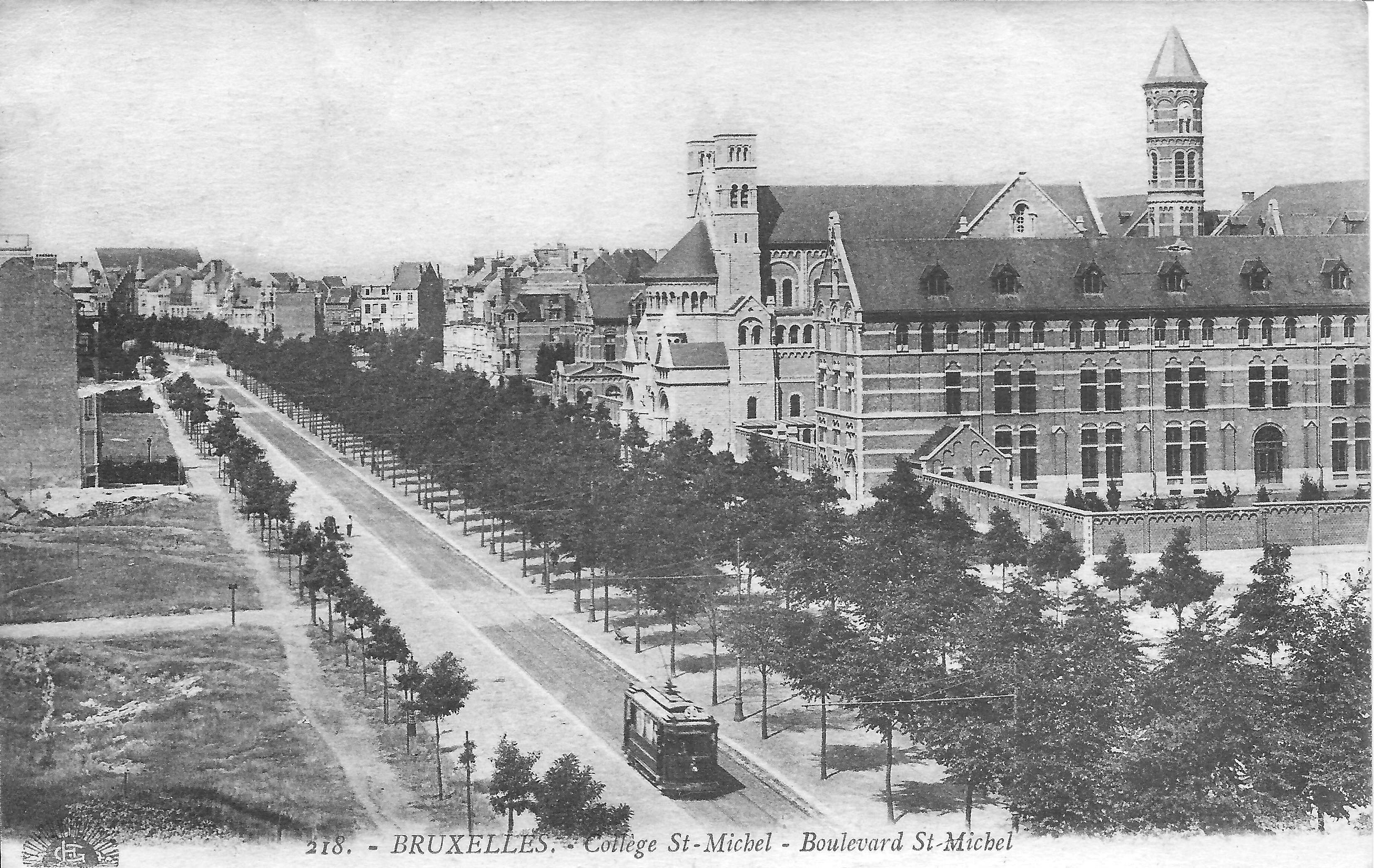
Le boulevard Saint-Michel entre 1912 et 1922
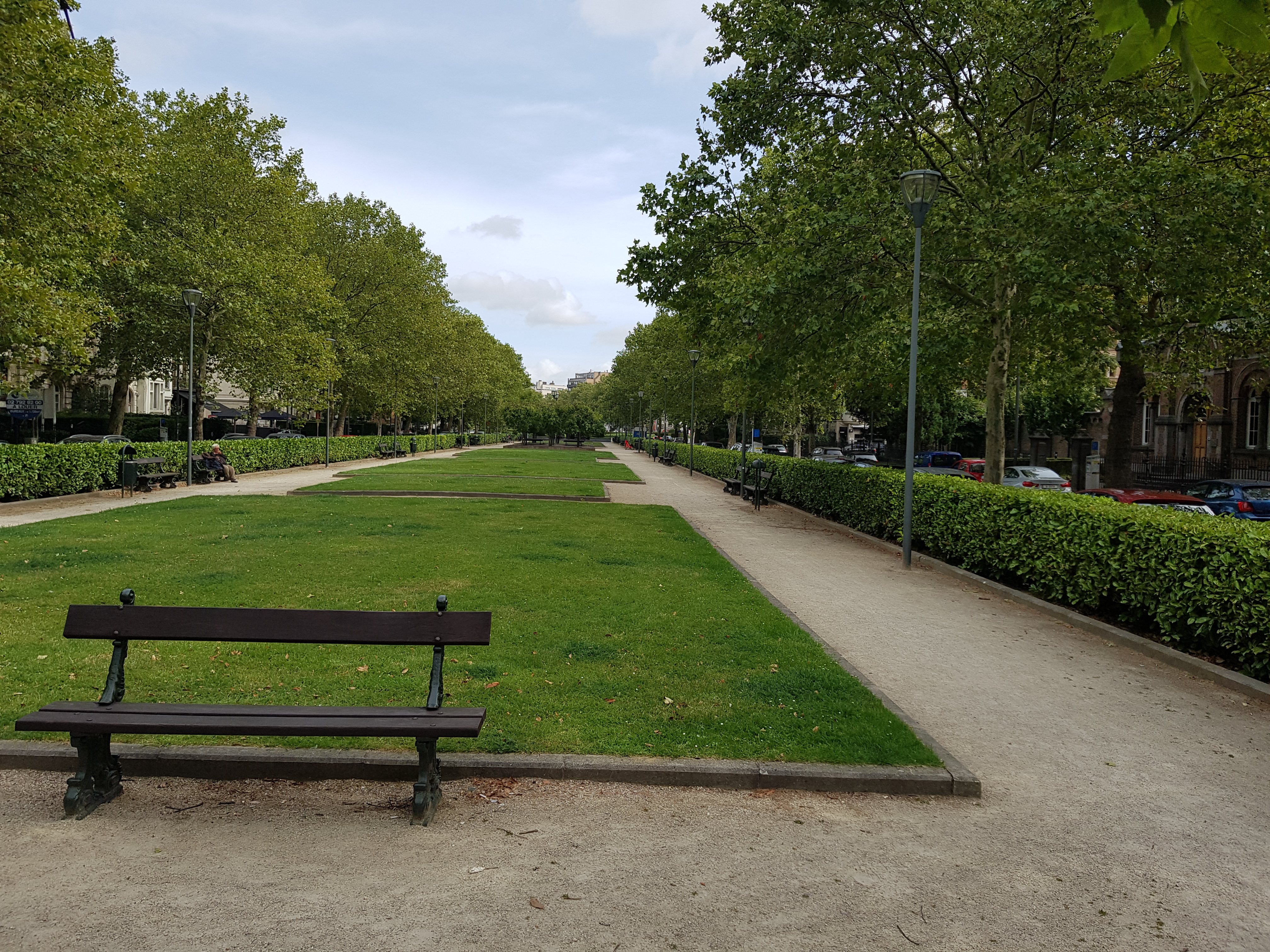
Jardin public du bld Saint-Michel